# Trimetopon slevini
Espèce
Statut de conservation UICN

 LC  : Préoccupation mineure
Trimetopon slevini  est une espèce de serpents de la famille des Dipsadidae.

## Répartition
Cette espèce se rencontre au Costa Rica et au Panama.

## Étymologie
Cette espèce est nommée en l'honneur de Joseph Richard Slevin.

## Publication originale
- Dunn, 1940 : New and noteworthy herpetological material from Panamá. Proceedings of the Academy of Natural Sciences of Philadelphia, vol. 92, p. 105-122.